# Dyskografia Cher Lloyd
Artykuł przedstawia całkowitą dyskografię angielskiej piosenkarki pop Cher Lloyd. Wokalistka wydała dwa albumy studyjne, piętnaście singli oraz szesnaście teledysków. Cher zyskała sławę po udziale w siódmej serii brytyjskiej edycji programu The X Factor w roku 2010.

## Albumy
| Tytuł           | Informacje o albumie                                                                  | Najwyższa pozycja | Najwyższa pozycja | Najwyższa pozycja | Najwyższa pozycja | Najwyższa pozycja | Najwyższa pozycja | Najwyższa pozycja | Najwyższa pozycja | Certyfikat               | Sprzedaż                    |
| Tytuł           | Informacje o albumie                                                                  | UK                | AUS               | CAN               | IRE               | JPN               | NZ                | SCO               | US                | Certyfikat               | Sprzedaż                    |
| --------------- | ------------------------------------------------------------------------------------- | ----------------- | ----------------- | ----------------- | ----------------- | ----------------- | ----------------- | ----------------- | ----------------- | ------------------------ | --------------------------- |
| Sticks + Stones | - Wydany: 4 listopada 2011 - Wytwórnia: Syco, Epic - Format: CD, LP, digital download | 4                 | 30                | 11                | 7                 | 46                | 31                | 2                 | 9                 | - UK: Złoto - IRE: Złoto |                             |
| Sorry I'm Late  | - Wydany: 27 maja 2014 - Wytwórnia: Syco, Epic - Format: CD, digital download         | 21                | 23                | 16                | 58                | 83                | 26                | 24                | 12                |                          | - UK: 10 000+ - US: 41 000+ |

## Single

### Jako główny artysta
| Tytuł                                                    | Rok  | Najwyższa pozycja | Najwyższa pozycja | Najwyższa pozycja | Najwyższa pozycja | Najwyższa pozycja | Najwyższa pozycja | Najwyższa pozycja | Najwyższa pozycja | Najwyższa pozycja | Certyfikat                                                 | Album           |
| Tytuł                                                    | Rok  | UK                | AUS               | BEL               | CAN               | IRE               | JPN               | NZ                | SCO               | US                | Certyfikat                                                 | Album           |
| -------------------------------------------------------- | ---- | ----------------- | ----------------- | ----------------- | ----------------- | ----------------- | ----------------- | ----------------- | ----------------- | ----------------- | ---------------------------------------------------------- | --------------- |
| "Swagger Jagger"                                         | 2011 | 1                 | –                 | 43                | –                 | 2                 | 5                 | –                 | 1                 | –                 | - UK: Srebro                                               | Sticks + Stones |
| "With Ur Love" (gościnnie: Mike Posner)                  | 2011 | 4                 | 43                | 61                | –                 | 5                 | 67                | 16                | 3                 | –                 | - UK: Srebro - AUS: Złoto - NZ: Złoto                      | Sticks + Stones |
| "Want U Back"                                            | 2012 | 25                | 36                | 46                | 11                | 18                | 33                | 3                 | 23                | 12                | - UK: Srebro - AUS: Platyna - NZ: Platyna - US: 3× platyna | Sticks + Stones |
| "Oath" (gościnnie: Becky G)                              | 2012 | –                 | 68                | –                 | 58                | –                 | –                 | 13                | –                 | 73                | - US: Złoto - NZ: Złoto                                    | Sticks + Stones |
| "I Wish" (gościnnie: T.I.)                               | 2013 | 160               | 40                | 84                | –                 | –                 | –                 | 16                | –                 | –                 |                                                            | Sorry I'm Late  |
| "Sirens"                                                 | 2014 | 41                | –                 | –                 | –                 | 53                | –                 | –                 | 20                | –                 |                                                            | Sorry I'm Late  |
| "None of My Business"                                    | 2018 | –                 | –                 | –                 | –                 | –                 | –                 | –                 | 58                | –                 |                                                            | TBA             |
| "M.I.A"                                                  | 2019 | –                 | –                 | –                 | –                 | –                 | –                 | –                 | –                 | –                 |                                                            | TBA             |
| "Lost"                                                   | 2020 | –                 | –                 | –                 | –                 | –                 | –                 | –                 | 89                | –                 |                                                            | TBA             |
| "One Drink Away"                                         | 2020 | –                 | –                 | –                 | –                 | –                 | –                 | –                 | –                 | –                 |                                                            | TBA             |
| „–” oznacza, że singel nie był notowany na danej liście. |      |                   |                   |                   |                   |                   |                   |                   |                   |                   |                                                            |                 |

### Z gościnnym udziałem
| Tytuł                                                         | Rok  | Najwyższa pozycja | Najwyższa pozycja | Najwyższa pozycja | Najwyższa pozycja | Najwyższa pozycja | Certyfikat    | Album         |
| Tytuł                                                         | Rok  | UK                | CAN               | GER               | IRE               | SCO               | Certyfikat    | Album         |
| ------------------------------------------------------------- | ---- | ----------------- | ----------------- | ----------------- | ----------------- | ----------------- | ------------- | ------------- |
| "Heroes" (Finaliści X Factora)                                | 2010 | 1                 | –                 | –                 | 1                 | 1                 |               | —             |
| "Rum and Raybans" (Sean Kingston, gościnnie: Cher Lloyd)      | 2012 | –                 | 68                | 99                | –                 | –                 |               | —             |
| "Really Don’t Care" (Demi Lovato, gościnnie: Cher Lloyd)      | 2014 | 92                | 24                | –                 | 82                | 50                | - US: Platyna | Demi          |
| "4U" (Joakim Molitor, gościnnie: Cher Lloyd)                  | 2018 | –                 | –                 | –                 | –                 | –                 |               | —             |
| "Don't Lose Love" (Quintino & Afsheen, gościnnie: Cher Lloyd) | 2019 | –                 | –                 | –                 | –                 | –                 |               | Bright Nights |
| „–” oznacza, że singel nie był notowany na danej liście.      |      |                   |                   |                   |                   |                   |               |               |

### Single promocyjne
| Tytuł              | Rok  | Album           |
| ------------------ | ---- | --------------- |
| "Stay"             | 2011 | Sticks + Stones |
| "Dub on the Track" | 2011 | Sticks + Stones |
| "Talkin' That"     | 2012 | Sticks + Stones |
| "Dirty Love"       | 2014 | Sorry I'm Late  |
| "Human"            | 2014 | Sorry I'm Late  |
| "Bind Your Love"   | 2014 | Sorry I'm Late  |
| "M.F.P.O.T.Y."     | 2014 | Sorry I'm Late  |
| "Activated"        | 2016 | —               |

## Teledyski
| Tytuł                       | Rok  | Artysta                                        | Reżyser                    |
| --------------------------- | ---- | ---------------------------------------------- | -------------------------- |
| "Swagger Jagger"            | 2011 | Cher Lloyd                                     | Barney Steel + Mike Sharpe |
| "With Ur Love"              | 2011 | Cher Lloyd, Mike Posner                        | Barney Steel + Mike Sharpe |
| "Dub on the Track"          | 2011 | Cher Lloyd, Mic Righteous, Dot Rotten & Ghetts | Paris Zarcilla             |
| "Want U Back"               | 2012 | Cher Lloyd, Astro                              | Parris                     |
| "Want U Back" (US version)  | 2012 | Cher Lloyd                                     | Ciarra Pardo               |
| "Oath"                      | 2012 | Cher Lloyd, Becky G                            | Hannah Lux Davis           |
| "With Ur Love" (US version) | 2013 | Cher Lloyd                                     | Hannah Lux Davis           |
| "It's All Good"             | 2013 | Ne-Yo, Cher Lloyd                              | Vitaliy Kuzmenko           |
| "I Wish"                    | 2013 | Cher Lloyd, T.I.                               | Gil Green                  |
| "Sirens"                    | 2014 | Cher Lloyd                                     | Darren Craig               |
| "Really Don’t Care"         | 2014 | Demi Lovato, Cher Lloyd                        | Ryan Pallotta              |
| "Activated"                 | 2016 | Cher Lloyd                                     | Cala3reeze                 |
| "None of My Business"       | 2018 | Cher Lloyd                                     | Myles Whittingham          |
| "M.I.A"                     | 2019 | Cher Lloyd                                     | Raja Virdi                 |
| "Lost"                      | 2020 | Cher Lloyd                                     | Raja Virdi                 |
| "One Drink Away"            | 2020 | Cher Lloyd                                     | Raja Virdi                 |